# Reginaldo III de Hainaut
Reginaldo III de Hainaut (c. 920 - 973) foi Conde de Hainaut entre 940 e 958.
Ele nasceu em Brabante como o filho de Reginaldo II de Hainaut, Conde de Hainaut. Junto com seu irmão Rudolfo, conde em Maasgau e em Haspengau, tomou parte na rebelião do seu tio Gilberto de Lotaríngia (c. 885 - Batalha de Andernach, 2 de outubro de 939), duque da Lorena. Quando Gilberto morreu em 939, Reginaldo teve de jurar fidelidade a Otão I, Sacro Imperador Romano-Germânico.
Tentou ainda revoltar-se aliando-se ao rei Luís IV de França, não tendo no entanto sucesso visto que o rei Otto enviou duque Hermano da Suábia para reprimir a rebelião que terminou em 944.

## Relações familiares
Foi filho de Reginaldo II de Hainaut (890 - 932), Conde de Hainaut e de Adelaide de Borgonha. Casou com Adela, de quem teve:
1. Lamberto I de Lovaina (950 - Florennes, 12 de setembro de 1015), foi conde de Lovaina de 988 a 1015 e conde de Bruxelas de 994 a 1015 Casou com Gerberga da Baixa Lorena, condessa de Bruxelas, filha de Carlos da Baixa Lotaríngia (953 - 12 de junho de 991) e de Inês de Vermandois (c. 960 -?), filha de Herberto de Vermandois (? - 993)
2. Rainério IV de Hainaut (c. 950-1013)